# 메틸프레드니솔론
메틸프레드니솔론(Methylprednisolone, 데포-메드롤, 메드롤, 솔루-메드롤)은 항염증 및 면역억제 효과를 위해 주로 처방되는 합성 당질 코르티코이드이다. 만성 질환에는 저용량으로 사용하거나 급성 악화 시에는 고용량으로 사용한다. 메틸프레드니솔론 및 그 유도체는 경구 또는 비경구 투여가 가능하다.
투여 경로에 관계없이 메틸프레드니솔론은 급성 악화 시 염증을 빠르게 줄이는 효과에서 나타나듯이 전신적으로 통합된다. 질환이 조절되는 즉시 약물을 점차 줄여야 하는 많은 부작용과 관련이 있다. 심각한 부작용으로는 의원성 쿠싱 증후군, 고혈압, 골다공증, 당뇨병, 감염, 정신병, 피부 위축 등이 있다.
화학적으로 메틸프레드니솔론은 히드로코르티손과 프레드니솔론에서 파생된 합성 프레그난 스테로이드 호르몬이다. 합성 당질 코르티코이드 및 더 일반적으로 코르티코스테로이드의 한 종류에 속한다. 미네랄 코르티코이드 및 당질 코르티코이드 수용체 작용제로 작용한다. 다른 외인성 당질 코르티코이드와 비교할 때, 메틸프레드니솔론은 미네랄 코르티코이드 수용체보다 당질 코르티코이드 수용체에 더 높은 친화도를 가지고 있다.
당질 코르티코이드의 이름은 탄수화물 대사 조절에 관여하는 것이 발견된 후에 유래되었다. 메틸프레드니솔론과 같은 당질 코르티코이드의 세포 기능은 이제 항상성, 대사, 발달, 인지 및 염증을 조절하는 것으로 이해된다. 환경적, 물리적, 정서적 스트레스에 적응하고 반응하는 데 중요한 역할을 한다.
메틸프레드니솔론은 업존 컴퍼니(현 비아트리스)에서 처음 합성 및 제조되었으며, 1957년 10월 미국에서 FDA 승인을 받았다. 2022년에는 미국에서 가장 많이 처방된 약물 중 153번째로, 300만 건 이상의 처방이 이루어졌다. 세계보건기구 필수 의약품 목록에 포함되어 있다.

## 의료 용도
메틸프레드니솔론의 주요 용도는 염증 및 면역 반응을 억제하는 것이다. 메틸프레드니솔론은 주로 백혈구, 사이토카인, 케모카인의 수와 기능을 조절함으로써 이를 달성한다. 광범위한 염증 조절은 병리학에 관계없이 다양한 질환에 사용하기에 좋다. 메틸프레드니솔론은 급성 통풍 관절염에서 볼 수 있듯이 급성 악화 시 단기 요법으로 흔히 처방된다. 부작용 모니터링에 따라 저용량으로 지속적인 요법으로 처방될 수도 있다. 용량 강도와 제형은 의료 용도에 따라 최적화된다.

### 천식
2001~2002년 외래 진료를 받은 천식 환자의 11.4%가 장기 조절 요법으로 경구 코르티코스테로이드를 처방받았다. 국립천식교육예방프로그램(NAEPP)은 각각 신속하게 천식을 조절하고 지속적인 천식을 억제하기 위한 단기 및 장기 요법에 전신 메틸프레드니솔론을 권장한다. 응급실 방문으로 이어지는 악화의 경우, 순응도나 구토 문제가 없는 한 정맥 투여보다 경구 메틸프레드니솔론이 선호된다. 경구 메틸프레드니솔론은 덜 침습적이며, 연구에 따르면 정맥 메틸프레드니솔론과 동등한 효능을 보인다. 60–80 mg/일 또는 2 mg/kg/일 이상의 용량은 폐 기능, 입원율, 병원 체류 기간에 낮은 용량과 비교하여 차이를 보이지 않았으므로 권장되지 않는다. 응급실 퇴원 후 재발이나 금단 증상의 가능성을 줄이기 위해 메틸프레드니솔론 5일 코스를 처방하는 것이 권장된다.

### 류마티스 질환
메틸프레드니솔론은 전신 홍반성 루푸스(SLE) 및 류마티스 관절염(RA)과 같은 여러 류마티스 질환을 치료하는 데 사용된다. 이러한 질환에 대한 메틸프레드니솔론의 용량 및 투여량은 질환과 환자 사이의 다양한 병태생리학적 차이로 인해 매우 다양하다. SLE의 흔한 발현인 루푸스 신염의 경우, 환자는 종종 면역억제제와 함께 메틸프레드니솔론을 처방받는다. 심각한 발현은 종종 시클로포스파미드 또는 리툭시맙과 메틸프레드니솔론 정맥 주사 3회 (ACR 가이드라인 권장) 후 경구 프레드니솔론과 아자티오프린으로 유지 요법으로 전환한다.
관절강내 코르티코스테로이드 주사 (IACI)는 류마티스 관절염으로 인한 관절 통증을 완화하는 2차 요법이다. 무릎과 어깨 관절에 가장 흔하게 주사한다. 주사는 국소적이지만, 연구에 따르면 먼 관절에 유익한 효과를 나타내어 전신 흡수가 일어난다. HPA 억제를 최소화하기 위해 FDA 지침은 IACIs를 연 3회로 제한하고, 주사 간 최소 30일 간격을 두도록 하고 있다.

### 원발성 또는 이차성 부신 피질 기능 부전증
메틸프레드니솔론은 광물코르티코이드 수용체에 대한 친화도가 높고 염분 저류 특성이 있는 다른 코르티코스테로이드에 비해 원발성 또는 이차성 부신 피질 기능 부전증에 일반적으로 권장되지 않는다.

### 라벨 표시된 적응증
아래의 라벨 표시된 적응증은 투여 경로별, 의학 분야별로 분류된다.

#### 경구 메틸프레드니솔론
- 알레르기 및 면역학: 혈관신경성 부종,[16] 천식, 두드러기, 계절성 또는 연중 알레르기성 비염, 약물 과민 반응 및 혈청병.[10]
- 피부과: 독성 표피 괴사증,[16] 아토피 피부염, 접촉 피부염, 천포창, 다형 홍반, 스티븐스-존슨 증후군, 수포성 피부염 헤르페스포르미스, 중증 지루성 피부염, 박탈성 피부염, 균상식육종, 중증 건선.[10]
- 내분비학: 선천 부신 과다형성, 암 관련 고칼슘혈증, 비화농성 갑상선염, 원발성 또는 이차성 부신 피질 기능 부전증.[10]
- 소화기내과: 염증성 장질환 및 궤양성 대장염.[10]
- 혈액학: 후천성(자가면역성) 용혈성 빈혈, 특발성 혈소판 감소성 자반증, 이차성 혈소판 감소증, 적혈구 감소증, 백혈병, 림프종 및 선천성(적혈구) 저형성성 빈혈.[10]
- 폐과: 흡인성 폐렴, 만성 베릴륨병, 호산구 폐렴, 증상성 사르코이드증, 결핵과 함께 항결핵 화학 요법.[10]
- 신장내과: 신증후군, 특발성 또는 루푸스 신염의 이차성.[10]
- 신경과: 다발성 경화증.[10]
- 안과: 공막염, 망막 혈관염,[16] 포도막염, 맥락막염, 홍채염, 홍채섬모체염, 각막염, 시신경염, 알레르기성 결막염, 알레르기성 각막 주변 궤양, 대상포진 눈염, 동정성 안염, 맥락망막염.[10]
- 류마티스과: 류마티스 관절염, 류마티스 심장염, 급성 통풍 관절염, 강직성 척주염, 피부근염 및 다발성 근염, 건선성 관절염, 전신 홍반성 루푸스, 급성 및 아급성 활액낭염, 골관절염의 활액막염, 외상 후 골관절염, 외측상과염.[10]
- 기타: 신경학적 또는 심근 침범이 있는 트리히나증.[10]

#### 비경구 메틸프레드니솔론
- 관절내 또는 연부 조직 주사: 급성 통풍 관절염, 급성 및 아급성 활액낭염, 급성 건초염, 상과염, 골관절염 활액막염.[19]
- 병변내 주사: 원형 탈모증, 원반형 루푸스, 켈로이드, 환상 육아종, 편평 태선, 만성 단순 태선, 건선반, 당뇨병성 괴사성 지방종증.[19]
- 근육주사는 경구 투여와 동일한 질환의 상당수를 치료하기 위해 처방된다. 근육주사는 경구 요법의 대안으로 투여된다.[19]

### 비공식 적응증
메틸프레드니솔론의 비공식 적응증 중 일부는 급성 척수 손상, 급성호흡곤란증후군, 알코올성 간염, 사체 장기 회수에서의 호르몬 소생, 만성 폐쇄 폐 질환 등이 있다.

### 사용 가능한 형태
| 유효 성분                    | 상품명      | 투여 경로                                       | 형태         | 강도1                                                             | 비활성 성분 |
| ---------------------------- | ----------- | ----------------------------------------------- | ------------ | ----------------------------------------------------------------- | --- |
| 메틸프레드니솔론             | 메드롤      | 경구                                            | 정제         | 2, 4, 8, 16, 32 mg                                                | 스테아르산 칼슘, 옥수수 전분, 락토스, 미네랄 오일, 솔빈산, 수크로스, 에리트로신 나트륨 (2 mg만), FD&C 황색 6호 (8 및 32 mg만) |
| 메틸프레드니솔론             | 메드롤      | 경구                                            | 정제         | 4 mg; 21정 (도즈 팩)                                              | 스테아르산 칼슘, 옥수수 전분, 락토스, 수크로스                                                                                |
| 메틸프레드니솔론 아세테이트  | 데포-메드롤 | 비경구: 관절내 또는 연부 조직, 병변내 또는 근육 | 현탁액       | 20, 40, 80 mg/ml                                                  | 폴리에틸렌 글리콜 3350, 폴리소르베이트 80, 인산일수소나트륨, 인산이수소나트륨 USP, 벤질 알코올2 방부제로 첨가                 |
| 메틸프레드니솔론 아세테이트3 | 데포-메드롤 | 비경구: 관절내 또는 연부 조직, 병변내 또는 근육 | 현탁액       | 40 또는 80 mg/ml (단회 용량 바이알)                               | 폴리에틸렌 글리콜 3350 미리스틸-감마-피콜리늄 염화물                                                                          |
| 메틸프레드니솔론 숙시네이트  | 솔루-메드롤 | 비경구: 정맥 또는 근육                          | 용액, 재구성 | 500, 1000, 2000 mg/바이알, 희석제 포함 2000 mg (다회 용량 바이알) | 무수 인산일수소나트륨, 건조 인산이수소나트륨, 락토스 수화물. 희석제로 벤질 알코올2 포함된 살균 정제수                         |
| 메틸프레드니솔론 숙시네이트3 | 솔루-메드롤 | 비경구: 정맥 또는 근육                          | 용액, 재구성 | 40, 125, 500, 1000 mg/바이알 (단회 용량 바이알)                   | 무수 인산일수소나트륨, 건조 인산이수소나트륨, 락토스 수화물.                                                                  |

각주:
1사용 가능한 형태의 다양한 강도를 나타낸다. 빈도나 일일 누적 용량을 나타내는 것이 아니며, 환자 및 상태에 따라 다르다.
2벤질 알코올은 신생아에게 사용하면 안 된다.
3방부제 미함유 제형

## 금기 사항
전신 진균 감염이 있는 사람은 메틸프레드니솔론을 경구 복용해서는 안 되며, 국소 관절 상태에 대한 관절강내 주사로 투여되는 데포-메드롤은 예외이다. 메틸프레드니솔론은 메틸프레드니솔론 또는 그 성분에 대한 과민증이 있는 환자에게는 금기이다. 스테로이드는 궤양성 대장염, 심장 질환 또는 고혈압, 위궤양, 신부전, 골다공증, 중증 근무력증, 녹내장, 당뇨병 환자에게는 주의해서 사용해야 한다. 메틸프레드니솔론 복용 중에는 기분, 불면증, 성격 변화에서 우울증에 이르는 정신적 증상이 나타날 수 있다. 정신병 소인이 있는 환자의 경우 코르티코스테로이드 복용 중에 정신병적 성향이 악화될 수 있으므로 주의가 필요하다.
솔루-메드롤 40 mg 용량에는 소의 우유에서 생산된 락토스 일수화물이 포함되어 있으며, 유제품 또는 그 성분에 대해 알려진 과민증이 있는 사람이 복용해서는 안 된다. 솔루-메드롤과 데포-메드롤의 경막외 투여와 관련하여 척수 경색, 하반신 마비, 사지 마비, 피질 맹증, 뇌졸중을 포함한 심각한 의료 사건이 발생했다. 특발성 혈소판 감소성 자반증 환자에게는 근육주사를 투여해서는 안 된다. 벤질 알코올을 함유한 솔루-메드롤과 데포-메드롤 제형은 미숙아에게는 금기이다. 과도한 양의 벤질 알코올에 신경 조직이 노출되는 것은 독성과 관련이 있으며, 드물게 사망에 이르게 할 수 있다.

## 부작용

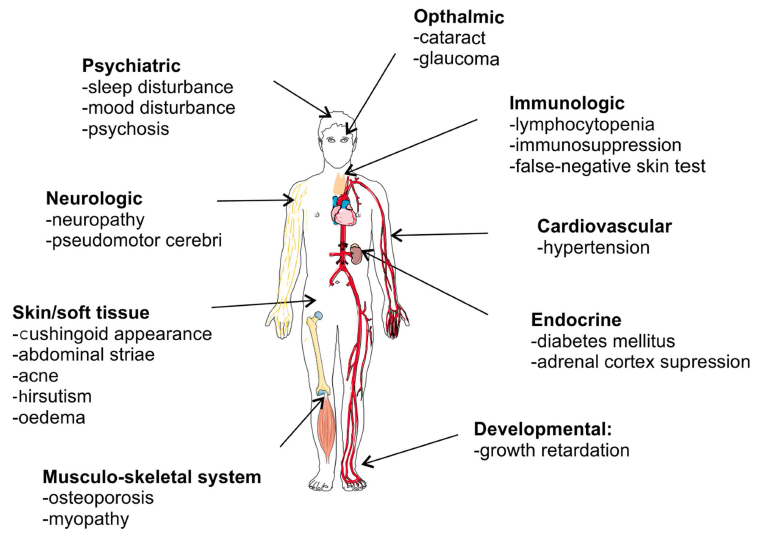
메틸프레드니솔론 관련 부작용 개요.

부작용은 메틸프레드니솔론의 치료 효과를 가릴 수 있다.

### 중추 신경계
전신 홍반성 루푸스(SLE) 환자에서 메틸프레드니솔론 사용과 관련된 정신과적 부작용(PAE)을 정의하기 위한 임상 진단 기준은 최소화되어 있다. 유병률은 성인 치료 환자의 1.3%에서 62%까지 다양하다. 신경정신과적 증상의 종류와 심각도 또한 환자마다 상당히 다르며, 환자의 33%는 경증에서 중등도의 PAE를 보고하고 5-10%는 중증의 PAE를 보고한다. 메틸프레드니솔론 용량과 지속 기간이 PAE 발생과 관련이 있다. 프레드니손 20 mg/일 (메틸프레드니솔론 16 mg/일)은 많은 연구에서 PAE 발생의 역치 용량으로 합의되었다. 고용량의 단기 정맥 주사 요법은 조증 및 경조증 증상의 빠른 발병과 관련이 있으며, 장기 요법은 우울 증상을 유발한다 (자살 시도는 드물다). PAE는 치료 감소 또는 중단으로 가역적이다.

### 대사 및 내분비
의원성 쿠싱 증후군은 당질 코르티코이드 요법의 직접적인 합병증이며, 외인성 쿠싱 증후군의 가장 흔한 원인이다. 쿠싱 증후군의 임상적 특징은 당질 코르티코이드 요법의 많은 부작용을 포함한다. 전통적인 증상으로는 체중 증가, 근육병, 골다공증, 감염 위험 증가, 고혈압 및 심리적 영향이 있다. 지방 축적은 몸통 중앙, 어깨 사이("물소 혹") 및 얼굴("달 얼굴")에 집중된다. 환자 교육 및 제공자 모니터링은 의원성 쿠싱 증후군을 인지하고 진단하는 첫 단계이다. 외인성 당질 코르티코이드는 오전 생화학 분석으로 확인할 수 있는 부신겉질자극호르몬(ATCH) 생성을 억제한다. 부작용의 발생 시기는 다양하며, 신경정신과적 증상은 몇 시간 내에 나타날 수 있는 반면, 골다공증은 발달하는 데 몇 달이 걸린다.
메틸프레드니솔론 복용의 대사 효과는 포도당신생을 위한 단백질의 지속적인 분해를 포함하며, 이는 인슐린의 필요성을 증가시킨다. 이로 인해 고지혈증, 체중 증가 및 근육병이 발생하여 환자가 치료를 중단하게 될 수 있다.

### 감염
면역 결핍 섹션은 당질 코르티코이드 유발 면역 결핍증에서 우려되는 알려진 병원균을 표로 정리한다.

### 근골격계
골다공증은 골밀도, 골량, 구조의 감소를 특징으로 하는 골질환으로 환자가 골절에 취약해진다. 세계보건기구(WHO)는 백인 폐경 후 여성에서 골다공증을 골밀도(BMD)와 T-점수 -2.5 이하로 정의한다. SLE 환자의 골다공증 유병률은 지역적으로 다양하며, 일부는 BMD 및 T-점수 진단의 적합성과 관련이 있다고 주장한다. 영국 10.3%, 중국 21.7% 캐나다 임상 진료 지침과 미국 류마티스 학회는 골다공증 진단 지표로 Z-점수를 사용하기 시작했지만, 임상 진단 역치를 찾지 못했다. 또한, 영국 기반 연구에서는 SLE 환자의 BMD가 건강한 개인보다 골절 위험이 22% 더 높기 때문에 SLE 환자의 BMD가 과소평가될 수 있음을 보여주었다.
외인성 코르티코스테로이드는 골 흡수를 증가시키고 골 형성을 감소시켜 골다공증을 유발한다. 골 소실은 메틸프레드니솔론 시작 후 처음 몇 개월 내에 현저할 수 있으며, 만성 사용 시 꾸준히 감소한다. 요추의 해면골 손실은 대퇴경부의 피질골 손실에 앞서 발생한다.

### 전체 목록
알레르기: 알레르기 또는 과민 반응, 아나필락시스 반응, 아나필락시스, 두드러기.
심혈관: 고혈압, 취약한 환자에서의 울혈성 심부전, 조기 죽상경화성 질환, 부정맥, 고지혈증 가능성.
피부: 상처 치유 지연, 점상출혈, 반상출혈, 피부 얇아짐, 얼굴 홍반, 발한 증가.
내분비: 쿠싱 증후군 유사 특징, 어린이 성장 억제, 이차성 부신 피질 및 뇌하수체 반응 부전, 월경 불규칙, 탄수화물 내성 감소, 잠복성 당뇨병. 당뇨병 환자의 경우 인슐린 또는 경구 혈당 강하제 요구량 증가.
체액 및 전해질 이상: 나트륨 저류, 체액 저류, 칼륨 손실, 저칼륨성 알칼리증, 취약한 환자에서의 울혈성 심부전.
위장: 소화성 궤양, 췌장염, 복부 팽만, 궤양성 식도염.
대사: 음성 질소 균형을 유발하는 단백질 이화 작용.
근골격계: 근육 약화, 근육량 감소, 스테로이드 근육병증, 골다공증, 건 파열 (특히 아킬레스건), 척추 압박 골절, 대퇴골두 및 상완골두의 무혈성 괴사, 장골의 병적 골절.
신경: 유두부종을 동반한 두개내압 상승, 경련, 현기증, 두통.
안과: 후방 피막하 백내장, 안압 상승, 녹내장, 안구 돌출.

### 금단
외인성 당질 코르티코이드의 시상하부-뇌하수체-부신(HPA) 축에서의 피드백은 각각 시상하부와 뇌하수체에서 부신겉질자극호르몬 방출호르몬(CRH)과 부신겉질자극호르몬(ATCH)의 분비를 억제한다. 장기간 억제는 질병 및 외상과 같은 물리적, 정서적 스트레스에 대한 부적절한 반응을 초래한다. ATCH 억제는 메틸프레드니솔론 치료 후 6주 이내에 부신 형성 부전 또는 이차성 부신 위축을 초래할 수 있으며, 이는 환자를 생명을 위협하는 부신 기능 부전 위기 발달 위험에 노출시킨다. HPA 축 억제의 정도에 영향을 미치는 요인에는 스테로이드 호르몬 효능(화합물 종류 및 투여 경로), 누적 용량, 치료 기간 및 병용 약물 사용이 포함된다. 2주 이상 스테로이드 호르몬을 복용한 사람은 HPA 축 억제 발달 위험이 있다. 전신 메틸프레드니솔론 위험은 합성 당질 코르티코이드 클래스 내에서 중간 정도로 표시되었다.
어떤 이유로든 메틸프레드니솔론 복용을 중단하기 전에 의사와 상담해야 한다. 약물의 갑작스러운 중단은 식욕 부진, 위장 장애, 구토, 졸음, 혼란, 두통, 발열, 관절 및 근육통, 피부 벗겨짐, 체중 감소와 같은 일시적인 비특이적 증상을 흔히 유발한다. 이러한 증상은 스테로이드 금단 증후군, 부신 기능 부전 또는 질병 재발 때문일 수 있다. 메틸프레드니솔론을 장기간 치료로 복용한 사람은 금단 증상과 재발 가능성을 최소화하기 위해 점진적으로 용량을 줄일 수 있다. 증상이 악화되면 메틸프레드니솔론 용량을 일시적으로 늘리는 것이 임상적으로 관련성이 있는 것으로 나타났다. 메틸프레드니솔론 금단 시 환자를 재검사한 연구에서는 지속적인 부신 기능 부전이 나타났으며, 한 연구에서는 3년 후 15%에서 나타났다. 그러나 유병률 범위가 넓고 후속 타임라인의 일관성이 부족했다.

## 약물 상호작용
아래 설명된 약물과 메틸프레드니솔론을 병용 투여할 경우 주의가 필요하다.

### 효소 유도제
효소 유도제 계열에 속하는 모든 약물은 메틸프레드니솔론과 병용 투여 시 메틸프레드니솔론의 청소율을 증가시키고 반감기를 감소시킨다. 페노바르비탈, 페니토인, 리팜핀, 카르바마제핀, 바르비투르산염은 간 효소와 제거율을 증가시켜 메틸프레드니솔론의 면역억제 효과를 감소시킨다. 메틸프레드니솔론의 원하는 효과를 얻기 위해 용량을 늘려야 할 수 있다.

### 사이토크롬 P450 (CYP) 3A4 억제제
트로레안도마이신, 케토코나졸, 클래리스로마이신은 대사를 억제하며, 메틸프레드니솔론의 제거율을 감소시키고 반감기를 증가시킬 수 있다. 부작용을 피하기 위해 용량을 그에 따라 줄여야 한다. 또 다른 CYP 3A4 억제제인 자몽 주스는 경구 메틸프레드니솔론의 반감기를 연장시킨다.

### 경구 피임약
경구 피임약은 산화 과정을 억제하며, 이는 메틸프레드니솔론 청소율 감소 능력에 의해 강조된다.

### P-글리코단백 억제제
메틸프레드니솔론은 P-글리코단백의 기질인 것으로 나타났으며, 그 억제는 메틸프레드니솔론 흡수 및 분포를 증가시키는 것으로 생각된다. 임상적 관련성은 아직 밝혀지지 않았다.

### 사이클로스포린, 타크롤리무스, 시롤리무스 (라파마이신)
메틸프레드니솔론과 사이클로스포린은 대사를 억제하므로 개별 약물의 부작용 발생 가능성을 높인다. 알려진 개별 부작용 외에도 경련이 보고되었다.

### Cox1 억제제
메틸프레드니솔론은 아스피린의 만성 고용량 투여 시 제거율을 증가시킬 수 있다. 메틸프레드니솔론 중단 시 살리실산염 혈청 수치 상승 또는 살리실산염 독성에 취약하다. 저프로트롬빈혈증 환자에게 메틸프레드니솔론과 아스피린을 처방할 때 과도한 주의가 필요하다.

### 항응고제
항응고제는 다양한 상호작용을 나타내며, 원하는 효과를 얻기 위해 응고 지수 모니터링이 권장된다.

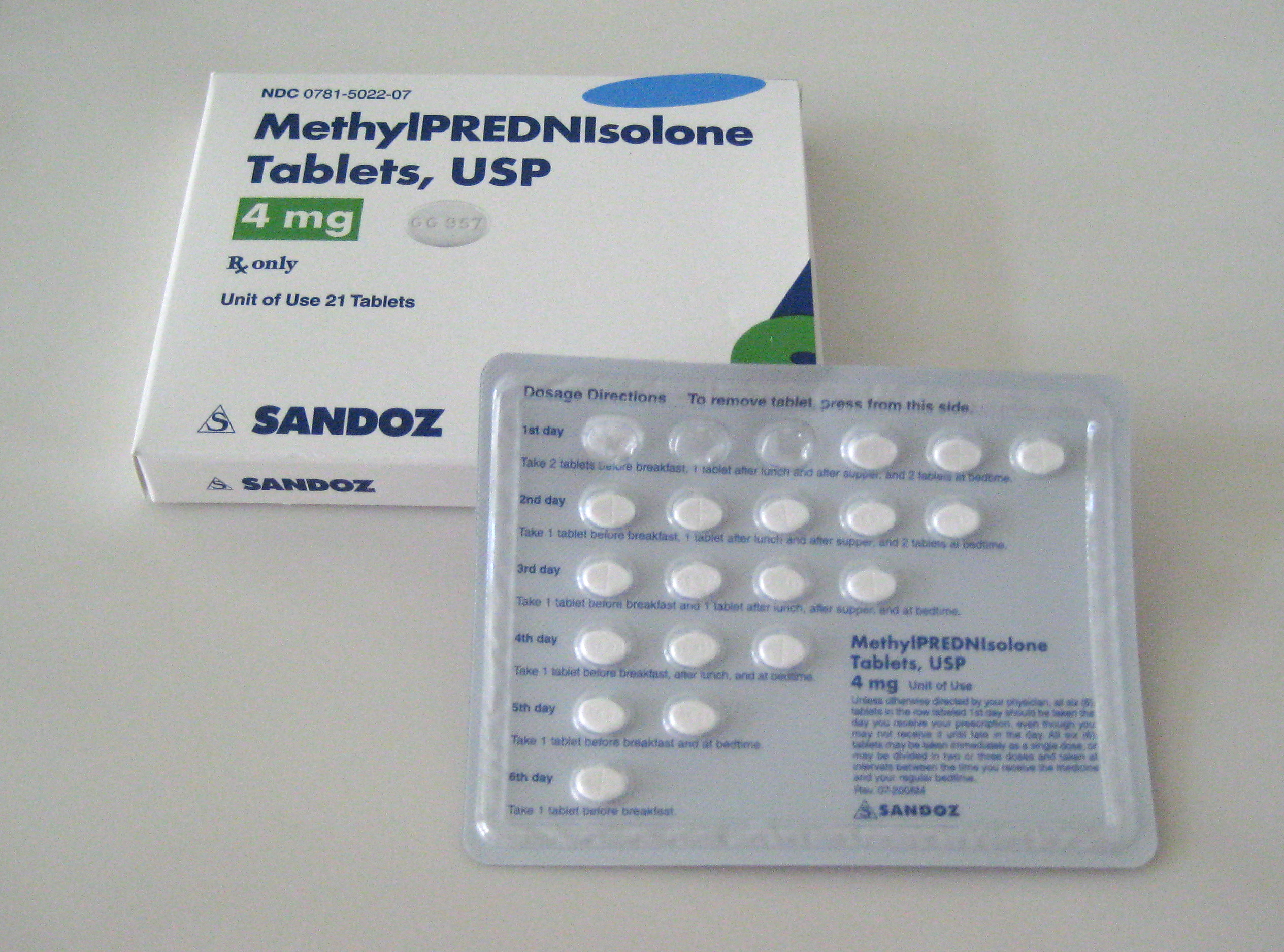
산도스의 4mg 메틸프레드니솔론 정제

## 약리학
메틸프레드니솔론은 다양한 생리적 기전에 다면발현 효과를 나타내는 합성 당질 코르티코이드(GCs)이다. 그러나 염증 및 면역에 대한 효과로 인해 광범위하게 처방되어 왔다. 메틸프레드니솔론과 같은 합성 당질 코르티코이드의 효과는 세포 내 당질 코르티코이드 수용체(GRs)와 관련되며, 어느 정도는 미네랄 코르티코이드 수용체(MRs)와도 관련된다. GRs는 광범위하게 분포되어 있지만, MRs는 조직 분포가 제한적이다. 이 기전을 통해 리간드가 결합된 수용체는 핵으로 이동하여 유전자 발현을 조절한다.

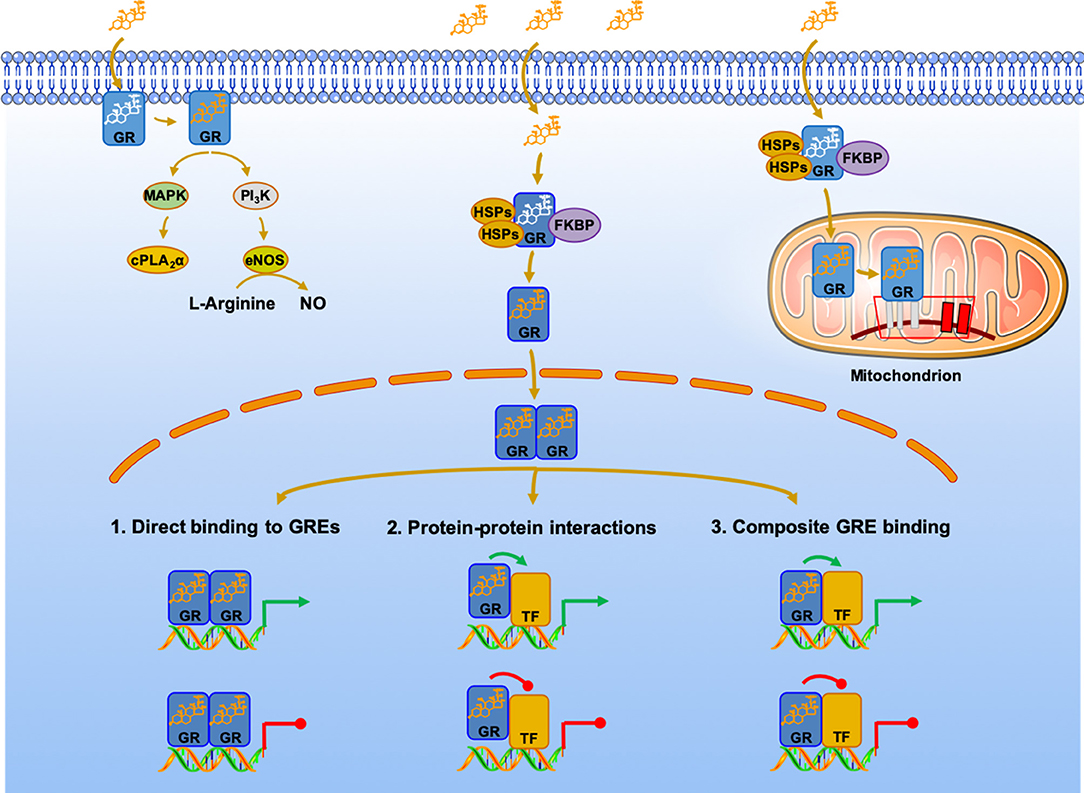
당질 코르티코이드(메틸프레드니솔론)의 신호 전달 경로: 유전체적 및 비유전체적 효과.

### 신호 전달
내인성 또는 합성 GCs가 없을 때 단량체 GR은 세포질에 위치하며 열충격단백질(HSPs), 면역친화체 및 src, p23과 같은 다른 동반 단백질과 다단백 복합체를 형성한다. GR은 리간드 의존적 방식으로 작용하며, 복합체는 GR을 리간드에 대한 높은 특이성을 가진 비활성 형태로 유지한다. 혈장 또는 간질액의 메틸프레드니솔론이 세포막을 통해 수동적으로 확산되면 GR에 결합하여 형태 변화와 GC-GR 이량체화를 유도한다. 이전에는 이러한 형태 변화가 다단백 복합체를 해리시켜 리간드에 결합된 수용체가 핵으로 이동하는 데 필요하다고 생각했다. 그러나 최근 연구에서는 동반 단백질이 핵 유입에 역할을 한다는 것을 시사한다. 이제 활성화된 메틸프레드니솔론-GR 복합체는 세포질에서 비유전체적 변화를 전달하거나 핵으로 이동하여 직접적, 테더링 또는 복합 메커니즘을 통해 표적 유전자의 전사 활동을 조절할 수 있다.

### 유전체 신호 전달
유전체 메커니즘은 종류에 관계없이 느린 시작과 느린 소멸을 특징으로 하는 반응을 유발한다. 이는 mRNA 전사와 번역에 걸리는 시간 때문이다. 당질 코르티코이드는 세포 유형에 따라 약 100개에서 1000개의 유전자를 특이적으로 조절할 수 있다.
세 가지 주요 메커니즘은 MP-GR 복합체가 DNA 또는 전사 조절인자에 결합하여 유전자 발현을 변경하는 방식을 설명했다. 유전체 신호 전달의 한 메커니즘은 MP-GR 복합체가 당질 코르티코이드 반응 요소(GREs)라는 DNA 서열에 직접 결합할 때 발생한다. GREs는 표적 유전자의 조절 영역에 위치하며 이들의 전사 활성화 또는 전사 억제를 매개한다. 예를 들어, 리포코르틴 1(ANAX1)의 활성화는 염증 유발 신호로 알려진 프로스타글란딘과 류코트리엔의 생성을 음성적으로 방해한다. 마찬가지로, 음성 GREs(nGREs)는 면역 세포 활성화에 관여하는 유전자를 억제하는 역할을 한다.

### 전사 후 변형
전사 후 변형(PTM)은 또한 메틸프레드니솔론 신호 전달에 기여하며 유전체 및 비유전체 효과를 생성할 수 있다. GR은 세포 내 메틸프레드니솔론이 GR에 결합한 후 주로 발생하는 인산화, 수모일화, 유비퀴틴화, 아세틸화 부위를 여러 개 포함한다. PTM은 핵 이동, 수용체 신호 전달의 강도 및 지속 시간, 보조 인자 상호작용을 포함한 많은 기능을 조절한다. 특정 예로는 히스톤 탈아세틸화 효소 2(HDACe)에 의한 탈아세틸화가 NF-κB의 전사 억제에 필요했다.

### 비유전체 신호 전달
비유전체 신호 전달 메커니즘은 유전체 신호 전달과 다르지만 유사한 경로를 매개하고 치료 관련성을 제공한다. 이러한 메커니즘은 전사 또는 번역에 시간이 소요되지 않으므로 빠른 시작(15분 미만)을 특징으로 하며 전사 억제제에 의해 수정되지 않는다.
메틸프레드니솔론 유도 비유전체 신호 전달은 세 가지 메커니즘으로 분류된다: (1) 세포질 당질 코르티코이드 수용체(cGR) 매개 비유전체 효과, (2) 막 결합 당질 코르티코이드 수용체(mGR) 비유전체 효과, (3) 세포막과의 물리화학적 상호작용(비특이적 비유전체 효과).
활성화된 GC-cGR 복합체에서 해리된 단백질은 세포 내 전사 비의존적 메커니즘을 시작한다. 해리된 SRC가 세포막 인지질에서 아라키돈산(AA) 방출을 억제하는 역할을 한다는 증거가 있다. AA는 염증 매개체(프로스타글란딘 및 류코트리엔) 합성에 필요하며, 따라서 AA 억제는 세포 성장, 대사 및 염증과 같은 여러 중요한 경로를 매개한다.
이전 연구에서는 림프종 세포에서 mGR을 확인했지만, 2004년까지 인간 말초 단핵구에서 mGR이 확인되지 않았다. mGR의 유병률은 세포 유형별로 다르며, B 림프구에서 최대 12.3%, 단핵구에서 최대 9.2%로 가장 높으며 T 림프구에서는 없다. 연구에 따르면 mGR 양성 세포와 질병 관련 활성 사이에 양의 상관관계가 있다. 현재 mGR과 관련된 증명된 신호 전달 경로는 없다. 일부 연구자들은 높은 질병 활성이 mGR 발현을 활성화하고 메틸프레드니솔론을 투여하면 세포자멸사를 유도하여 음성 피드백 루프를 생성한다고 가설을 세운다.
고농도의 메틸프레드니솔론은 혈장 및 미토콘드리아 세포막에 삽입된다. 이러한 결합은 막의 물리화학적 특성을 변화시킨다. 막 단백질을 활성화시키고 세포 기능을 변화시키며 궁극적으로 세포막을 통한 양이온 수송에 영향을 미치고 내부 미토콘드리아 막을 가로지르는 양성자 누출을 자극한다. 방해된 산화적 인산화는 ATP 생산을 저해하며, 이는 세포 에너지 대사 및 면역 기능의 주요 에너지원이다. 생체 내에서 콘-A로 자극된 흉선 세포(쥐) 및 고용량 메틸프레드니솔론을 투여받은 인간 면역 세포에 대한 연구는 용량 의존적으로 호흡을 억제하고 혈장 칼슘 및 나트륨 흡수를 억제하며 세포질 칼슘 농도를 증가시키는 것으로 나타났다. 요약된 과정은 다음과 같다: 메틸프레드니솔론이 세포막에 삽입되어 물리화학적 변화를 일으키고 세포막 단백질을 활성화시켜 혈장 칼슘 및 나트륨 흡수를 억제한다(에너지 부족 상태를 모방). ATP 소모량이 감소하여(억제된 호흡에 의해 반영), 내부 미토콘드리아 막의 단백질 투과성이 증가하고 산화적 인산화가 분리된다. 특히 주목할 만한 점은 DNA/RNA 합성이 방해되지 않았다는 것이다. 세포 기능 및 면역 세포가 ATP에 의존하는 특성으로 인해 ATP 부족 시 면역 억제가 발생한다. 이 과정에 영향을 받는 특정 면역 기능에는 세포 분열, 이동, 탐식 작용, 항원 처리 및 제시, 항체 합성, 세포 독성 및 조절이 포함된다.

### HPA

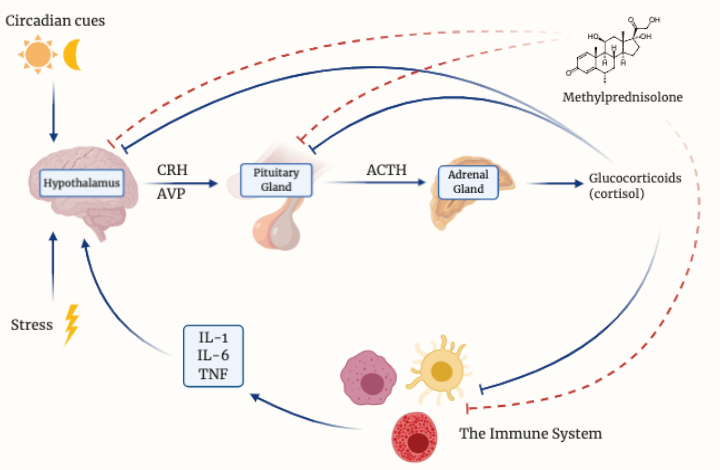
HPA 축 조절

시상하부-뇌하수체 축(HPA)의 활성화는 부신피질 내에서 내인성 당질 코르티코이드의 생산을 자극한다. HPA는 자극(스트레스, 염증, 일주기 신호)을 해석하고 해당 물리화학적 반응을 전달한다. 혈액으로 방출된 당질 코르티코이드는 HPA 자체를 포함하여 신체 전반에 걸쳐 넓게 분포된 당질 코르티코이드 수용체에 결합함으로써 메신저 역할을 한다. 따라서 GCs의 생리적 범위는 GCs가 HPA의 어느 부분에도 미치는 음성 피드백 루프에 의해 모니터링된다.

### 약물동태학

메틸프레드니솔론(메드롤), 메틸프레드니솔론 아세테이트(데포-메드롤), 메틸프레드니솔론 숙시네이트(솔루-메드롤) 각각.

메틸프레드니솔론은 경구 및 비경구 투여가 승인되었다. 경구 투여용 메틸프레드니솔론(메드롤)은 2 mg, 4 mg, 8 mg, 16 mg 또는 32 mg 강도의 정제 형태로 사용 가능하다. 메틸프레드니솔론 아세테이트(데포-메드롤)와 메틸프레드니솔론 숙시네이트(솔루-메드롤) 모두 근육 주사제로 승인되었다. 데포-메드롤은 추가적으로 병변내, 관절내, 연부 조직 주사로 승인되었다. 데포-메드롤은 20 mg/mL, 40 mg/mL, 80 mg/mL 강도의 멸균 수성 용액으로 사용 가능하다. 솔루-메드롤은 메틸프레드니솔론의 유일한 유도체로, 멸균 분말이 물에 용해되어 희석제와 혼합할 수 있으므로 정맥 주입용으로 승인되었다. 강도는 40 mg에서 2 g까지 다양하다.
합성 당질 코르티코이드는 대사 면에서 내인성 스테로이드와 유사하지만, 당질 코르티코이드 및 미네랄 코르티코이드 수용체에 대한 친화도, 단백질 결합 친화도, 제거율, 대사 산물에서 차이가 있다.
경구 메틸프레드니솔론은 위장관에서 잘 흡수되며 생체이용률은 89.9%이다. 내인성 GCs와 달리 메틸프레드니솔론은 당단백 트랜스코르틴(코르티코스테로이드 결합 글로불린, CBG)에 결합하지 않지만, 알부민에 중간 정도의 단백질 결합을 한다. 따라서 메틸프레드니솔론의 약물동태학은 선형적이며 용량 의존성을 보이지 않는다. 알부민 농도가 낮은 환자는 당질 코르티코이드 요법 중 부작용 위험이 있다. 경구 메틸프레드니솔론은 1.38L/kg으로 조직에 중간 정도 분포된다.
메틸프레드니솔론은 주로 간 대사에 의해 제거되며, 대사 산물은 신장으로 배설된다. 변경되지 않은 메틸프레드니솔론은 신장으로 1.3~9.2%만 배설된다. 메틸프레드니솔론은 메틸프레드니손으로 상호 전환될 수 있다. 간 대사는 11 베타-히드록시스테로이드 탈수소효소(11[베타]-HSD)와 20-케토스테로이드 환원효소에 의해 매개된다. 메틸프레드니솔론은 20-카르복시메틸프레드니솔론과 6[베타]-히드록시-20[알파]-히드록시메틸프레드니솔론을 포함한 친수성 비활성 대사 산물로 신장 배설을 겪는다.

## 물리적 특성
경구용 메틸프레드니솔론(메드롤)과 그 유도체는 백색, 무취의 결정성 분말이다. 물에는 거의 녹지 않으며, 에테르에는 매우 약간 녹고, 아세톤과 클로로포름에는 약간 녹으며, 알코올, 다이옥산, 메탄올에는 약간 녹는다. 메틸프레드니솔론 아세테이트 현탁액(데포-메드롤)은 프레드니솔론의 6-메틸 유도체로, 215도에서 일부 분해와 함께 녹는다. 메틸프레드니솔론 나트륨 숙시네이트(솔루-메드롤)는 메틸프레드니솔론의 나트륨 숙시네이트 에스테르이다. 위 용해도와 달리 메틸프레드니솔론 나트륨 숙시네이트는 물과 알코올에 녹으며, 아세톤에는 약간 녹고 클로로포름에는 녹지 않는다.

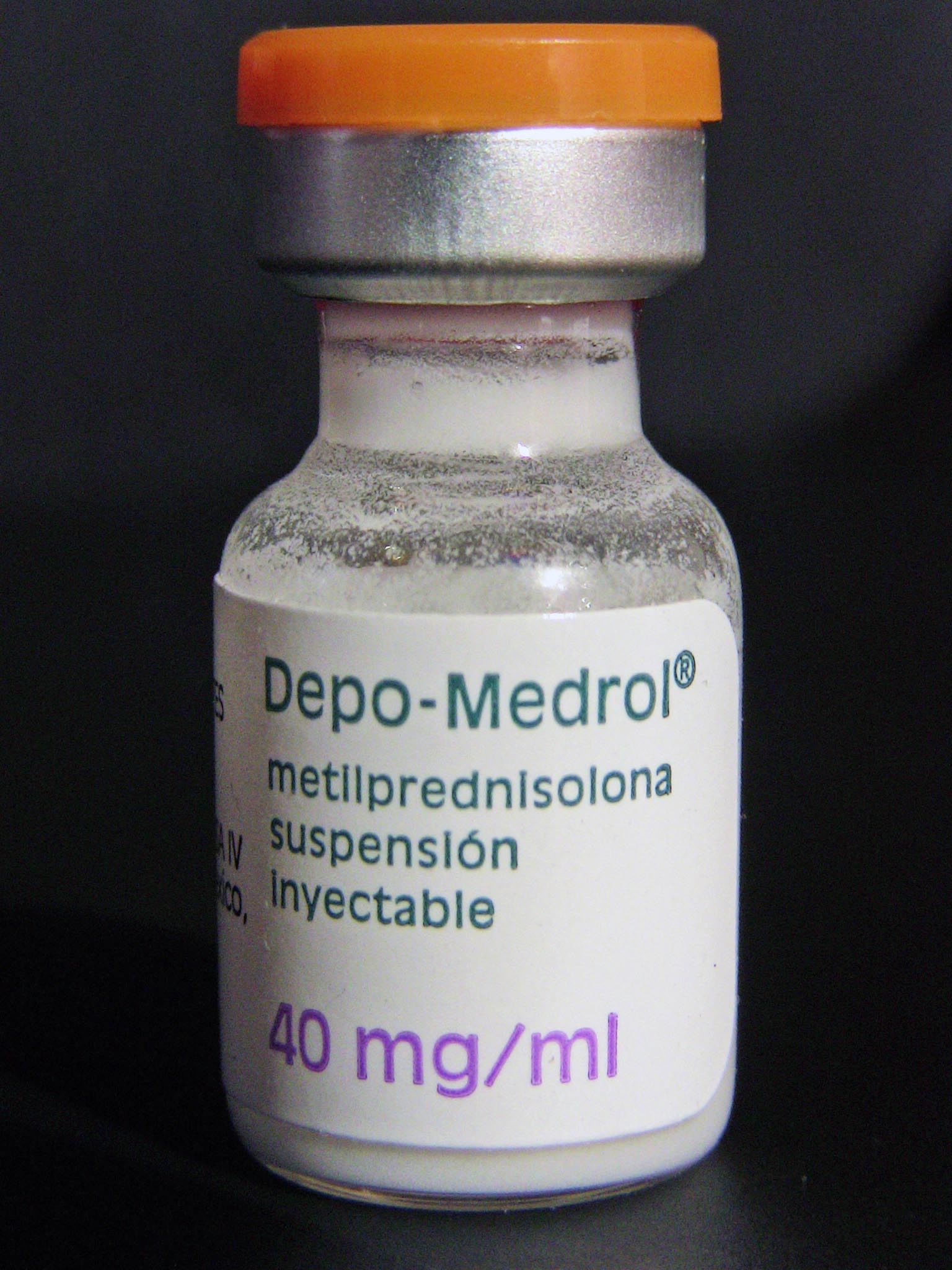
데포-메드롤 (메틸프레드니솔론 아세테이트 주사 현탁액, USP)

## 화학
메틸프레드니솔론, 또는 6α-메틸프레드니솔론은 11β,17,21-트리하이드록시-6α-메틸프레그나-1,4-디엔-3,20-디온으로도 알려져 있으며, 합성 프레그난 스테로이드이며 유도체로서 히드로코르티손(11β,17α,21-트리하이드록시프레그-4-엔-3,20-디온) 및 프레드니솔론(11β,17α,21-트리하이드록시프레그-1,4-디엔-3,20-디온)에서 파생되었다. 다양한 특성을 가진 메틸프레드니솔론 에스테르가 존재하며 의료 용도로 판매되고 있다. 여기에는 메틸프레드니솔론 아세포네이트(Advantan), 메틸프레드니솔론 아세테이트(Depo-Medrol), 메틸프레드니솔론 숙시네이트(Solu-Medrol), 메틸프레드니솔론 설렙타네이트(Medrosol, Promedrol)가 포함된다.

### 합성
합성 스테로이드는 소와 식물에서 각각 얻은 콜산과 사포게닌에서 합성된다.

메틸프레드니솔론 합성

## 역사
메틸프레드니솔론은 업존 컴퍼니(후에 화이자, 현재 비아트리스)에서 처음 합성 및 제조되었으며, 1957년 10월 미국에서 FDA 승인을 받았다. 특허는 만료되었고 제네릭 의약품이 사용 가능하다. 2022년에는 미국에서 가장 많이 처방된 약물 중 153번째로, 300만 건 이상의 처방이 이루어졌다.

## 연구
메틸프레드니솔론은 코로나19 범유행 기간 동안 처방된 치료법 중 하나였지만, 이 목적에 대해 안전하거나 효과적이라는 증거는 없다.